# هلموت اوبرلاندر
هلموت اوبرلاندر (انگلیسی: Helmut Oberlander; ۱۵ فوریهٔ ۱۹۲۴ – ۲۰ سپتامبر ۲۰۲۱) شهروند کانادا از طریق تغییر تابعیت که عضو آینزاتس‌گروپن جوخه مرگ آلمان نازی در اتحاد جماهیر شوروی سوسیالیستی اشغالی در جریان جنگ جهانی دوم بود
هلموت اوبرلاندر که در سال ۱۹۲۴ در اوکراین به دنیا آمد، مدعی بود که در ۱۷ سالگی به زور مجبور شده بود به عنوان مترجم به جوخه مرگ نازی‌ها بپیوندد. مترجم سابق جوخه‌های مرگ نازی‌ها در جریان جنگ جهانی دوم بود وی همچنین برندهٔ جوایزی همچون صلیب آهنین شده‌است. اوبرلاندر از سال ۱۹۹۵ برای حفظ شهروندی کانادایی خود و ادامه سکونت در این کشور، درگیر یک دعوای حقوقی با دولت فدرال بود. دولت فدرال کانادا استدلال کرده بود که هلموت اوبرلاندر دربارهٔ فعالیت‌های دوران جنگ به مقامات کانادایی دروغ گفته بود در سن ۹۷ سالگی در خانه اش در واترلو کانادا درگذشت.